# Dům Rich
Dům Rich, znám též pod názvem Haus Amsel (česky dům Kos), stojí v centru lázeňské části Karlových Varů v městské památkové zóně v ulici Nová louka 295/19. Byl postaven v letech 1930–1931 ve stylu moderny.

## Historie
Na místě pozdně barokního domu nechala Anna Gebhardt postavit v letech 1930–1931 nový dům. Karlovarský architekt Franz Schramm připravil v roce 1930 podklady pro vymezení polohy novostavby a poté spolupracoval se stavební firmou Kubíček & Baier na projektu domu. Stavba pak probíhala v zimních měsících přelomu let 1930–1931.

## Ze současnosti
V roce 2014 byl dům uveden v Programu regenerace Městské památkové zóny Karlovy Vary 2014–2024 v části II. (tabulková část 1–5 Přehledy) v seznamu památkově hodnotných objektů na území MPZ Karlovy Vary s aktuálním stavem „vyhovující“.
V současnosti (srpen 2021) je dům evidován jako objekt k bydlení ve vlastnictví společnosti AMSEL HOUSE, s.r.o.

## Popis
Dům stojí na nábřeží řeky Teplé v ulici Nová louka 295/19. Byl vybudován na velmi úzké parcele a patří tak k nejužším domům ve městě. Na jedné straně sousedí s hotelem Embassy, z druhé strany se nachází hotel Dvořák (šest elegantně zdobených budov převážně se secesní fasádou).
Dům Rich je šestipodlažním řadovým objektem s obytnou mansardou, ukončen sedlovou střechou. Výrazné horizontály sdružených oken jsou doplněny keramickým obkladem špalet.
Stavba je příkladem strohé moderny modifikované místním prostředím.